# 死刑缓期执行
死刑缓期执行，简称死缓，是中华人民共和国法律特有的刑罚，属于死刑的一种。死刑緩期執行乃依據《中華人民共和國刑法》第四十八至五十一條而與死刑立即執行一併設立的另一類刑罰。但緩刑則是依據第七十二至七十七條而設立的一種刑罰的運用方式，僅可適用於拘役或刑期較短的有期徒刑兩類刑罰。因此，判處死刑緩期執行並不是以緩刑方式運用死刑，而是處以單獨的一類主刑。
死缓是对罪行足够死刑者，在判处死刑的同时给予兩年的缓期；与一般缓刑不同，死缓的缓刑期内，犯人仍需收押监禁。期间，受刑人如果没有故意犯罪， 即减为无期徒刑；如果确有重大立功表现，则可以减为有期徒刑；如果確實另有故意犯罪，经查证属实，並由最高人民法院另行覆核，方执行死刑。
《中華人民共和國刑法》沒有規定任何僅可判處死刑立即執行的罪名。對死刑緩期執行之受刑人，除自宣告起兩年內另有故意犯罪者以外，《中華人民共和國刑法》亦禁止以任何其他理由而撤銷緩期或執行死刑。而與之相對，僅適用於拘役與有期徒刑的緩刑，則可因受刑人違反非刑事法律、行政法規、規定而受撤銷。
多数国家都有将死刑减为徒刑的司法程序，但都需要在判决之后按照个案情况（例如法庭推翻原判、或者受刑人狱中表现良好）决定。死缓则是在量刑宣告的时候就与“立即执行”的死刑区分开来，使之以減為無期徒刑為當然的後續情形。
被判处死刑缓期执行的罪犯，兩年緩刑期滿時如依法减为无期徒刑，则此後縱使再次減刑，亦必须服刑至少二十五年；如緩刑期滿時减为二十五年有期徒刑，则此後必须服刑至少二十年。
在某些特殊情况下，会判处犯人“在其死刑缓期执行二年期满依法减为无期徒刑后，终身监禁，不得减刑、假释”。

## 有关法律
《中华人民共和国刑法》规定：

第48条：对于应当判处死刑的犯罪分子，如果不是必须立即执行的，可以判处死刑同时宣告缓期2年执行。

第50条第1款：判处死刑缓期执行的，在死刑缓期执行期间，如果没有故意犯罪，2年期满以后，减为无期徒刑；如果确有重大立功表现，2年期满以后，減為15年以上20年以下有期徒刑；如果故意犯罪，查证属实的，由最高人民法院核准，执行死刑。

第50条第2款：对被判处死刑缓期执行的累犯以及因故意杀人、强奸、抢劫、绑架、放火、爆炸、投放危险物质或者有组织的暴力性犯罪被判处死刑缓期执行的犯罪分子，人民法院根据犯罪情节等情况可以同时决定对其限制减刑。

第51条：死刑缓期执行的期间，从判决确定之日起计算。死刑缓期执行减为有期徒刑的刑期，从死刑缓期执行期满之日起计算。

第383条：……犯第1款罪（指贪污罪），有第3项（“贪污数额特别巨大或者有其他特别严重情节的”）规定情形被判处死刑缓期执行的，人民法院根据犯罪情节等情况可以同时决定在其死刑缓期执行2年期满依法减为无期徒刑后，终身监禁，不得减刑、假释。

中共中央政法委《关于严格规范减刑、假释、暂予监外执行切实防止司法腐败的意见》规定，因职务犯罪、破坏金融管理秩序和金融诈骗犯罪、黑社会性质组织犯罪而被判处死刑缓期执行的犯罪分子，减为无期徒刑后，执行3年以上方可减刑，可以减为25年有期徒刑；减为有期徒刑后，一次减刑不超过1年有期徒刑，两次减刑之间应当间隔2年以上。据此测算，即使这三类罪犯具备所有条件，实行“到点就减刑”（实践中一般不可能这样），无期徒刑罪犯经过几次减刑以后实际执行的刑期将比原来延长4年，最低不少于17年；死刑缓期执行罪犯经过几次减刑以后实际执行的刑期将比原来延长5年，最低不少于22年。

## 起源
死缓的概念可能来源于中國律法傳統。按清律，死刑分為「立決」及「監候」，二者無論判決過程、適用罪行俱有所不同。按律，大逆、大盗等極惡方會判處斬立決，案件交由刑部批覆後，立刻執行。其他獲死罪者，判斬監候，一律暫缓行刑。需待秋天，經過秋審或朝審後，再由皇帝勾決。遇上認為情有可原者，改判流刑或有期徒刑。
毛泽东在1950年代镇压反革命运动中如此批示（1951年4月30日）：
凡无血债或其他引起民愤的重大罪行，但有应杀之罪者，例如有些特务或间谍分子、有些教育界及经济界的反革命等，可判死刑，但缓期一年或二年执行，强迫他们劳动，以观后效。如他们在劳动中能改造，则第二步可改判无期徒刑，第三步可改判有期徒刑。……这样，主动权抓在我们手里，而后要怎样办都可以。
同年5月8日，此意见在中共中央通过的决定中被正式表达。5月10日－16日第3次全国公安会议的决议中宣布：“对于没有血债，民愤不大和虽然严重地损害国家利益尚未达到最严重的程度、而又罪该处死者，应当采取‘判处死刑，缓期2年执行，强迫劳动，以观后效’的政策。”

## 执行情况
目前中华人民共和国政府不对外公开死刑判决或真实处决的人数。每年3月，最高人民法院仅报告死刑（包括立即执行和死缓）以及5年以上徒刑的总判决数。一些学者声称，实际判决的死刑中很大一部分是死缓。
据國際特赦組織粗略估计，中国2005年全年死刑判决、处决人数分别在3900、1770人左右。由于死缓的处决率较低，这二者之差可能有相当一部分是死缓造成的。
2017年7月11日，《检察日报》刊登的一篇文章表示死缓适用的一种情形包括终身监禁，而且因犯贪污罪或受贿罪被判处死缓同时决定终身监禁的犯罪分子，并非在宣告以后就无条件地执行终身监禁，而是要在死缓二年考验期间考察其表现。只有在死缓二年考验期间，没有故意犯罪的情形，死缓会被减为无期徒刑。

## 评论
原河北行政学院党委书记、常务副院长刘日在中国人权研究会《人權》雜誌撰文认为，中華人民共和国政府认为死缓是在不废除死刑的前提下，提倡仁政，做到少杀慎杀的手段。